# Municipio de Basildon
Basildon es un distrito no metropolitano con el estatus de municipio, ubicado en el condado de Essex (Inglaterra). Tiene una superficie de 110,02 km². Según el censo de 2001, Basildon estaba habitado por 165 668 personas y su densidad de población era de 1505,8 hab/km².